# Hello (EP Karmin)
Hello è il terzo EP del duo americano Karmin. L'album è stato pubblicato l'8 maggio 2012. Dall'album sono stati estratti due singoli: Brokenhearted ed Hello. L'album ha debuttato alla posizione numero 18 della Billboard 200 

## Tracce
1. Walking On The Moon – 3:49 (Amy Heidemann, Nick Noonan, Claude Kelly, John Webb, Jr.)
2. Brokenhearted – 3:49 (Heidemann, Noonan, Kelly, Emily Wright, Elite, Henry Walter, John Hill)
3. I Told You So – 2:48 (Heidemann, Noonan, Webb, Jr.)
4. Too Many Fish – 3:18 (Heidemann, Noonan, Christopher Stewart, Rodney Richard, Sean McMillion, Ralph Jeanty)
5. I'm Just Sayin – 3:35 (Heidemann, Noonan, Webb, Jr.)
6. Coming Up Strong – 3:38 (Heidemann, Noonan, Kenneth Coby)
7. Hello – 3:57 (Heidemann, Noonan, Kelly, M.S. Eriksen, T.E. Hermansen, A. Rowe)

## Classifiche
| Paese       | Posizione massima |
| ----------- | ----------------- |
| Canada      | 33                |
| Stati Uniti | 18                |